# Agadir Imchguiguilne
Pour les articles homonymes, voir Agadir (homonymie).
Imchguiguilne, ou Agadir Imchguiguilne, (en tamazighte : ⴰⴳⴰⴷⵉⵔ ⵉⵎⵛⴳⵉⴳⵍⵏ) est un village berbère situé sur le territoire de la commune Aït Mzal dans la province de Chtouka-Aït Baha de la région de Souss-Massa.

## Géographie

### Toponymie
Le village s'appelle Agadir Imchguiguilne en raison de l'existence du grenier collectif, un Agadir, qui représente l'un des éléments les plus importants du patrimoine architectural Amazigh. Imchguiguilne est le nom de la tribu.

### Situation
Le village d'Agadir Imchguiguilne se situe à 71 km au sud-est d’Agadir et à 6 km au nord-ouest d’Aït Baha, à 1,5 km de la route régionale 105 reliant les deux villes.

## Culture et patrimoine

### Grenier collectif
Le grenier collectif se situe dans une colline surplombant le village et ses environs, ayant ainsi plus de protection. Il a probablement été construit au XVIIe siècle.
Le grenier est construit en pierre sèche. Il se compose de trois niveaux, abritant des salles identiques, accessibles par le biais d'escaliers extérieurs. Outre son rôle principal (stockage de biens et de fournitures), le grenier comprend une forge où les habitants fabriquaient leurs armes et leurs différents outils, ainsi qu'une cour fortifiée servant de refuge en cas d'attaques.
Actuellement, le grenier est devenu une attraction touristique après avoir été restauré et rouvert au public en 2018.